# 温安桥
温安桥，又名典滩桥，是位于中国福建省宁德市柘荣县东源乡西宅村的一个清代古建筑，2007年7月入选第七批柘荣县文物保护单位。
温安桥建于清朝咸丰六年（1856年）。单孔石拱桥，南北走向，长3米，宽4.2米，跨度18米，矢高126米，两侧建有石栏杆。2016年，东源乡人民政府请求将温安桥作为东源古建筑群的一部分申报为福建省文物保护单位，但未能成功。